# Amanita virosa
L'Amanita virosa (comunemente chiamato - in lingua inglese - "Destroying angel" ovvero "angelo distruttore") è un fungo mortale poco diffuso, di colore bianco candido. È una delle quattro amanite mortali presenti in Italia (le altre sono la phalloides, la verna e la porrinensis, quest'ultima molto rara), con cui condivide le letali micotossine.

A differenza della più nota e diffusa A. phalloides, i primi sintomi di avvelenamento ad opera di questa specie insorgono spesso dopo parecchie ore dal consumo, anche 24. Il danno è di natura epatica, estremamente violento.

## Descrizione della specie

### Cappello
45–90 mm ed oltre, di colore bianco candido, si sviluppa rompendo la volva, con un profilo inizialmente ad ogiva ed a maturità campanulato ed irregolare ed alla fine quasi disteso, ricoperto da cuticola setosa e glabra che diviene poco vischiosa a tempo umido.

### Lamelle
Fitte e sottili libere, sempre bianche anche a maturità, intervallate da lamellule.

### Gambo
80–120 mm ed oltre × 10–20 mm, slanciato, tendenzialmente cilindrico per continua riduzione del diametro,  leggermente eccentrico, bianco ed adornato fin sotto l'anello da fiocchi concolori. Alla base bulboso ed avvolto da una volva vistosa.

### Anello
Supero, alto quasi all'apice, sottile e poco persistente, anch'esso di colore bianco.

### Volva
Consistente, avvolgente il bulbo del gambo, bianca.

### Carne
Fibrosa e bianca, immutabile.
- Odore: di lievito[1]; a maturità assai sgradevole, viroso.
- Sapore: repellente, mielato rancido o come di muffa, terroso.

L'eventuale assaggio non va deglutito ma subito espulso.

### Spore
8,5-10 × 8-9,5 µm lisce, amiloidi, bianche in massa ed incolori al microscopio.

## Habitat

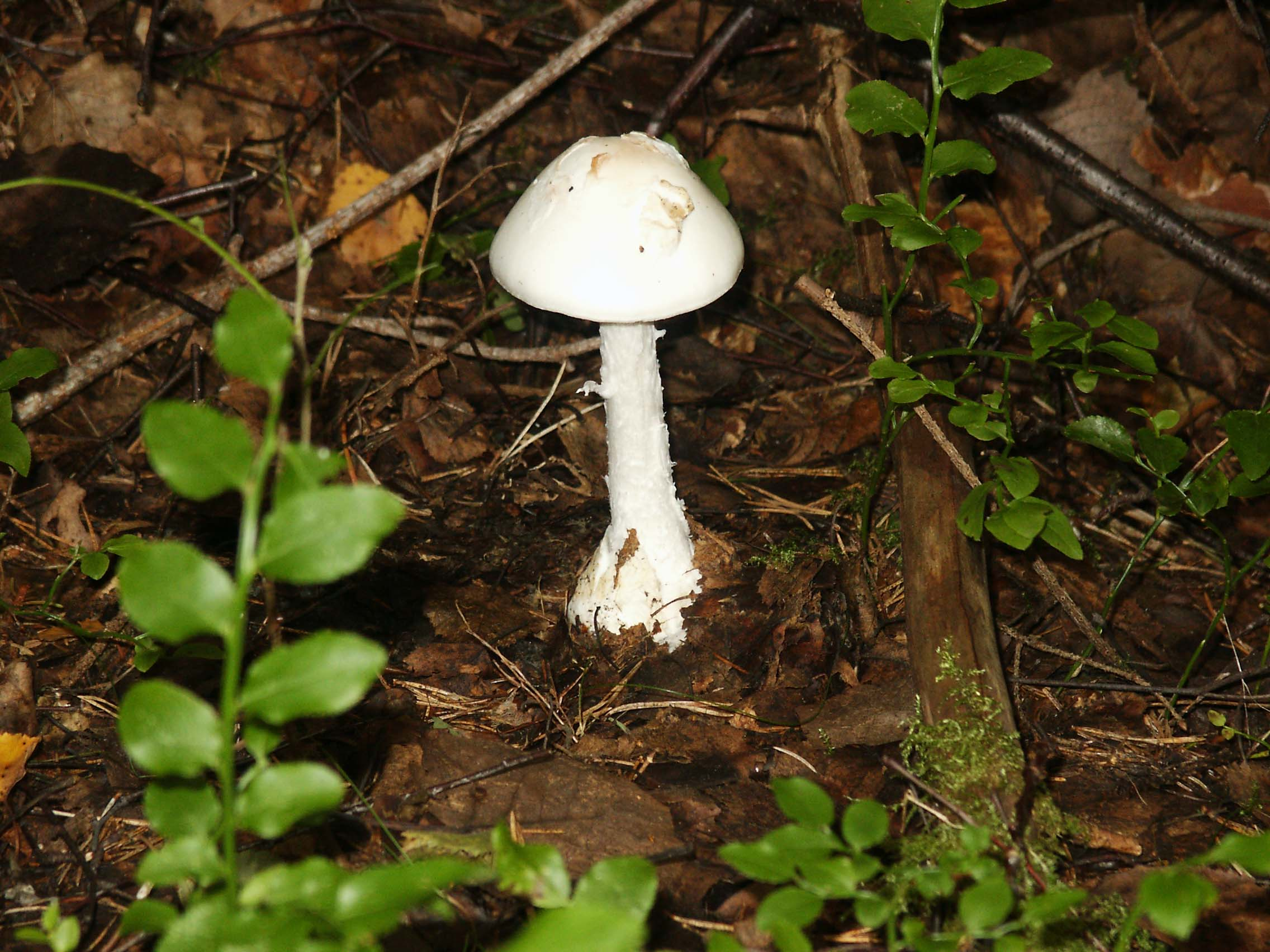
Amanita virosa a metà della crescita

Dall'estate all'autunno nei boschi montani ed umidi di conifera, specialmente di abete rosso, su terreno calcareo. Poco diffusa ma abbondante nelle stazioni di crescita.

## Commestibilità
Mortale.

Causa la sindrome falloidea.
Contiene amatossine.
Come per le sue parenti Amanita phalloides e Amanita verna anche Amanita virosa contiene tossine termostabili (ovvero resistenti al calore) che attaccano principalmente il fegato, con effetti nefasti su quest'ultimo e un elevato tasso di mortalità.

## Etimologia
Dal latino virosus, fetido, velenoso.

## Specie simili

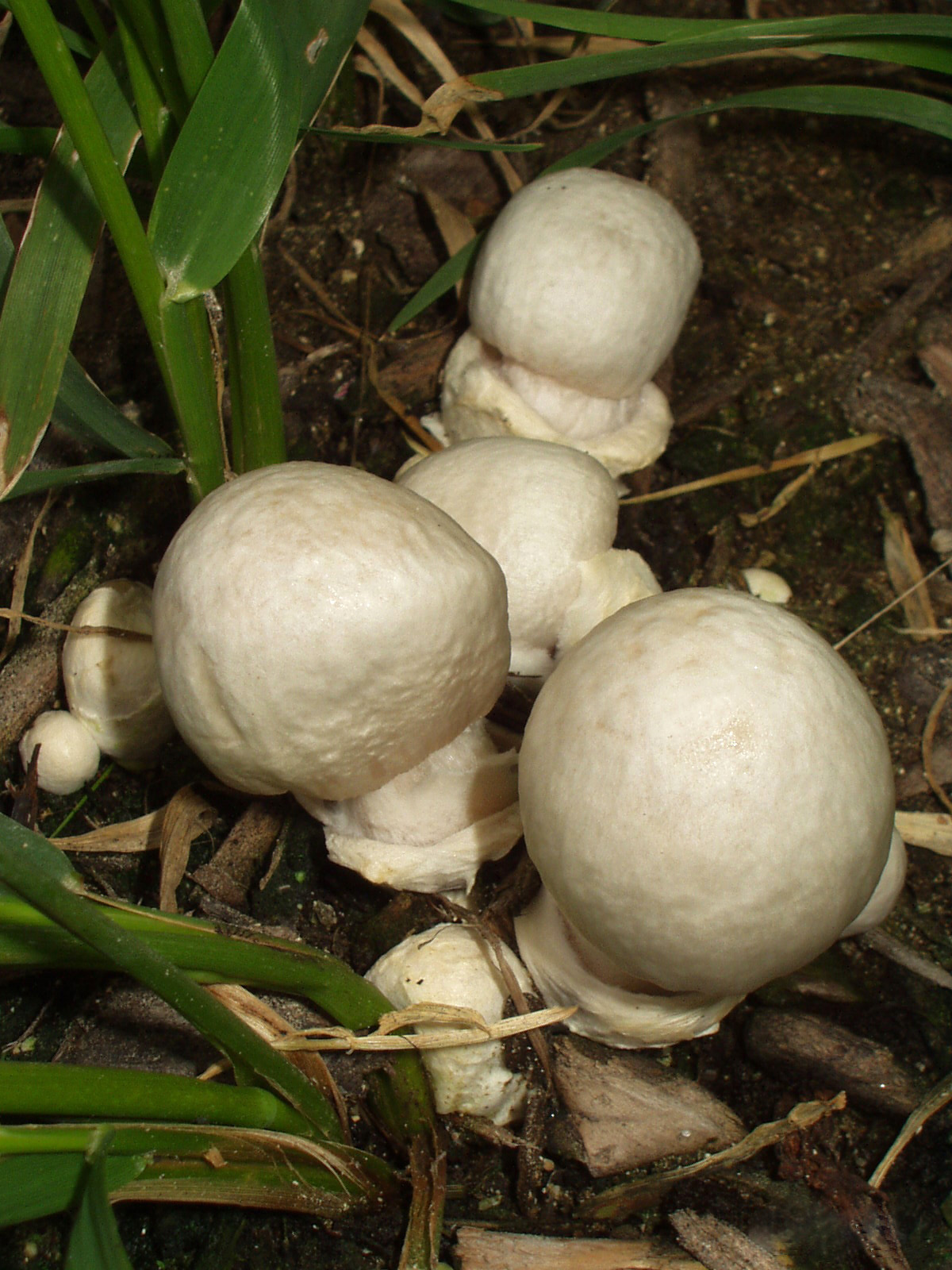
Esemplare giovane di Amanita virosa.

- Si distingue dall'Amanita phalloides f.ma alba (di cui è stata considerata a lungo una varietà) per il bulbo più vistoso, il gambo un po' eccentrico e decorato, il cappello irregolare e mai piano. Diverso l'habitat, che per l'A. phalloides è costituito da latifoglia.
- Amanita citrina f.ma alba.
- Gli esemplari giovani, ancora chiusi ad uovo, possono essere scambiati dai più inesperti con funghi bianchi o biancastri di forma subsferica, come alcune specie di Bovista e Lycoperdon, oppure con quelle specie bianche del genere Agaricus che da giovani hanno un aspetto massiccio e chiuso.
- Amanita bisporiga o Amanita ocreata, specie estremamente simile che cresce in Nord America, nota anch'essa con il nome volgare di Destroying angel.

## Nomi comuni
- Angelo distruttore/Angelo della morte.